# Partido de San Carlos
Partido de San Carlos es una división territorial del Chile. Se creó a partir de la división del antiguo Partido de Chillán, hacia 1823. Forma parte de la Intendencia de Concepción.
Su asiento estaba en la Villa de San Carlos de Itihue. 
Era regida por el Subdelegado de San Carlos
Con la Constitución de 1823, cambia su denominación a Delegación de San Carlos.